# Гумореска (фільм)
«Гумореска» (англ. Humoresque) — американська мелодрама режисера Жана Негулеско 1946 року.

## Сюжет
Жінка з вищого суспільства Гелен Райт закохується в молодого амбітного скрипаля Пола Борея. Однак він не приймає її любов, бо думає тільки про музику. Гелен стає його менеджером, допомагає йому досягти великого успіху і все ще сподівається на те, що він її полюбить. Але Пол, як і раніше відданий тільки музиці.

## У ролях
- Джоан Кроуфорд — Гелен Райт
- Джон Гарфілд — Пол Борей
- Оскар Левант — Сід Джеферс
- Дж. Керолл Нейш — Руді Борей
- Джоан Чендлер — Джина Ромні
- Том Д'Андреа — Філ Борей
- Пеггі Надсен — Флоренс Борей
- Рут Нельсон — Естер Борей
- Крейг Стівенс — Монте Леффлер
- Пол Кевена — Віктор Райт
- Річард Гейнс — Бауер
- Джон Ебботт — Рознер